# Šejn Vord
Šejn Tomas Vord (engl. Shayne Thomas Ward rođen 16 oktobar 1984) je engleski pevač koji je dostigao slavu kao pobednik druge sezone Britanskog X faktora. Njegov debi singl, "That's My Goal", objavljen je u Ujedinjenom Kraljevstvu 21. decembra 2005. i postao poslednji broj 1 na UK Singles Chart i List of UK Singles Chart Christmas number ones te godine. Prodato je 313,000 kopija već prvog dana, što ga je učinilo trećim najprodavanijim singlom svih vremena u UK, iza Elton Džonove "Candle in the Wind" i Vil Jangove "Evergreen", koji su prodati u 685,000 i 400,000 kopija u prvim danima prodaje.

## Mladost
Vord je rođen u Mančesteru od roditelja Martina i Filomine. Ima sestru bliznakinju Emu i petoro braća i sestre: Mark, Martin, Majkl, Lisa i Liona. Navija za Manchester United, Pre učešća u x faktoru, Vord je bio u bendu zvanom Sudbina sa dve žene Trejsi Marfi i Trejsi Lajl, nastupajući po krčmama, klubovima, venčanjima. Par se verio na devetogodišnjici septembra 2012.

## Karijera
| Nedelja         | Pesma                                     | Rezultat       |
| --------------- | ----------------------------------------- | -------------- |
| Audicija        | "Sacrifice (Elton John song)"             | Za konačnih 24 |
| Prva nedelja    | "Right Here Waiting"                      | Bezbedan       |
| Druga nedelja   | "If You're Not the One"                   | Bezbedan       |
| Treća nedelja   | Summer of '69                             | Bezbedan       |
| Četvrta nedelja | "You Make Me Feel Brand New"              | Bezbedan       |
| Peta nedelja    | "Cry Me a River (Justin Timberlake song)" | Bezbedan       |
| Šesta nedelja   | "A Million Love Songs"                    | Bezbedan       |
| Sedma nedelja   | "I Believe in a Thing Called Love"        | Bezbedan       |
| Osma nedelja    | "Careless Whisper"                        | Bezbedan       |
| Osma nedelja    | "Take Your Mama"                          | Bezbedan       |
| Polufinale      | "If Tomorrow Never Comes"                 | Bezbedan       |
| Polufinale      | "Unchained Melody"                        | Bezbedan       |
| Finale          | "If You're Not the One"                   | Pobednik       |
| Finale          | "When a Child Is Born"                    | Pobednik       |
| Finale          | "Оver the Rainbow"                        | Pobednik       |
| Finale          | "That's My Goal"                          | Pobednik       |

## Diskografija

### Studijski albumi
| Shayne Ward                                              | - Released: 17 April 2006 - Label: Syco - Formats: CD, digital download    | 1  | —  | 1  | 8 | 8  | - British Phonographic Industry\|UK: Platinum - IRE: 4× Platinum |
| Breathless                                               | - Released: 26 November 2007 - Label: Syco - Formats: CD, digital download | 2  | 39 | 1  | — | 12 | - UK: Platinum - IRE: 5× Platinum                                |
| Obsession                                                | - Released: 15 November 2010 - Label: Syco - Formats: CD, digital download | 15 | —  | 11 | — | 39 | - British Phonographic Industry\|UK: Silver                      |
| "—" označava da nemaju čart poziciju ili nisu objavljeni |                                                                            |    |    |    |   |    |                                                                  |

### Singlovi
| 2005                                       | "That's My Goal"                                   | 1  | — | 1  | —  | 58 | 4  | - UK: Gold   | Shayne Ward |
| 2006                                       | "No Promises"                                      | 2  | — | 1  | 13 | 4  | —  | - UK: Silver | Shayne Ward |
| 2006                                       | "Stand by Me"                                      | 14 | — | 9  | —  | —  | 42 |              | Shayne Ward |
| 2007                                       | "If That's OK with You" [A] [B]                    | 2  | — | 1  | —  | 45 | —  |              | Breathless  |
| 2007                                       | "No U Hang Up"                                     | 2  | 4 | 11 | 38 | 38 | —  | - DEN: Gold  | Breathless  |
| 2007                                       | "Breathless"                                       | 6  | — | 2  | —  | —  | 25 |              | Breathless  |
|                                            | "Gotta Be Somebody"                                | 12 | — | 10 | —  | —  | —  |              | Obsession   |
| 2010                                       | "Obsession"                                        | 97 | — | —  | —  | —  | —  |              | Obsession   |
| 2011                                       | "Must Be a Reason Why" (u glavnoj ulozi Džej Perl) | —  | — | —  | —  | —  | —  |              | Obsession   |
| 2014                                       | "Falling Slowly" (sa Luisom Dermanom)              | —  | — | —  | —  | —  | —  |              | Once        |
| "—" označava singlove koji nisu objavljeni |                                                    |    |   |    |    |    |    |              |             |

Notes
1. ^  "If That's OK With You" and "No U Hang Up" were released as a double-A side in the United Kingdom in October 2007, but were released separately elsewhere.
2. ^  "If That's OK With You" also charted separately at number 72 in the UK in December 2007 due to strong digital downloads.[6]

## Spoljašnje veze
- Званични веб-сајт
- BBC Berkshire: Shayne Ward interview
- Šejn Vord на веб-сајту  (језик: енглески)